# Hyalinobatrachium fleischmanni
Hyalinobatrachium fleischmanni е вид жаба от семейство Centrolenidae. Видът не е застрашен от изчезване.

## Разпространение
Разпространен е в Белиз, Гватемала, Гвиана, Колумбия, Коста Рика, Мексико, Никарагуа, Панама, Салвадор, Суринам и Хондурас.